# Trijntje Oosterhuis
Trijntje Oosterhuis, znana także jako Traincha, właśc. Judith Katrijntje Oosterhuis (ur. 5 lutego 1973 w Amsterdamie) – holenderska wokalistka popowa i smooth jazzowa.

## Życiorys
W 1987 razem ze swoim bratem Tjeerdem założyła zespół Total Touch. Cztery lata później wyruszyła w trasę koncertową z Candy Dulfer. W 1995 wraz z grupą Total Touch podpisała kontrakt płytowy z wytwórnią Ariola, która w następnym roku wydała ich debiutancki album studyjny, zatytułowany po prostu Total Touch. Płyta dotarła do drugiego miejsca krajowej listy najczęściej kupowanych płyt, na której utrzymała się 125 tygodni. Duet promował album singlami: „Touch Me There”, „One Moment Your Mind” i „Somebody Else’s Lover”, który zajął trzecie miejsce na krajowej liście przebojów. W 1997 za utwór „Somebody Else’s Lover” otrzymała Bursztynowego Słowika, główną nagrodę podczas 33. Międzynarodowego Festiwalu Piosenki w Sopocie. W 1998 wydała z zespołem album pt. This Way, który zadebiutował na szczycie listy najczęściej kupowanych płyt w kraju i pozostał tam przez pięć tygodni.

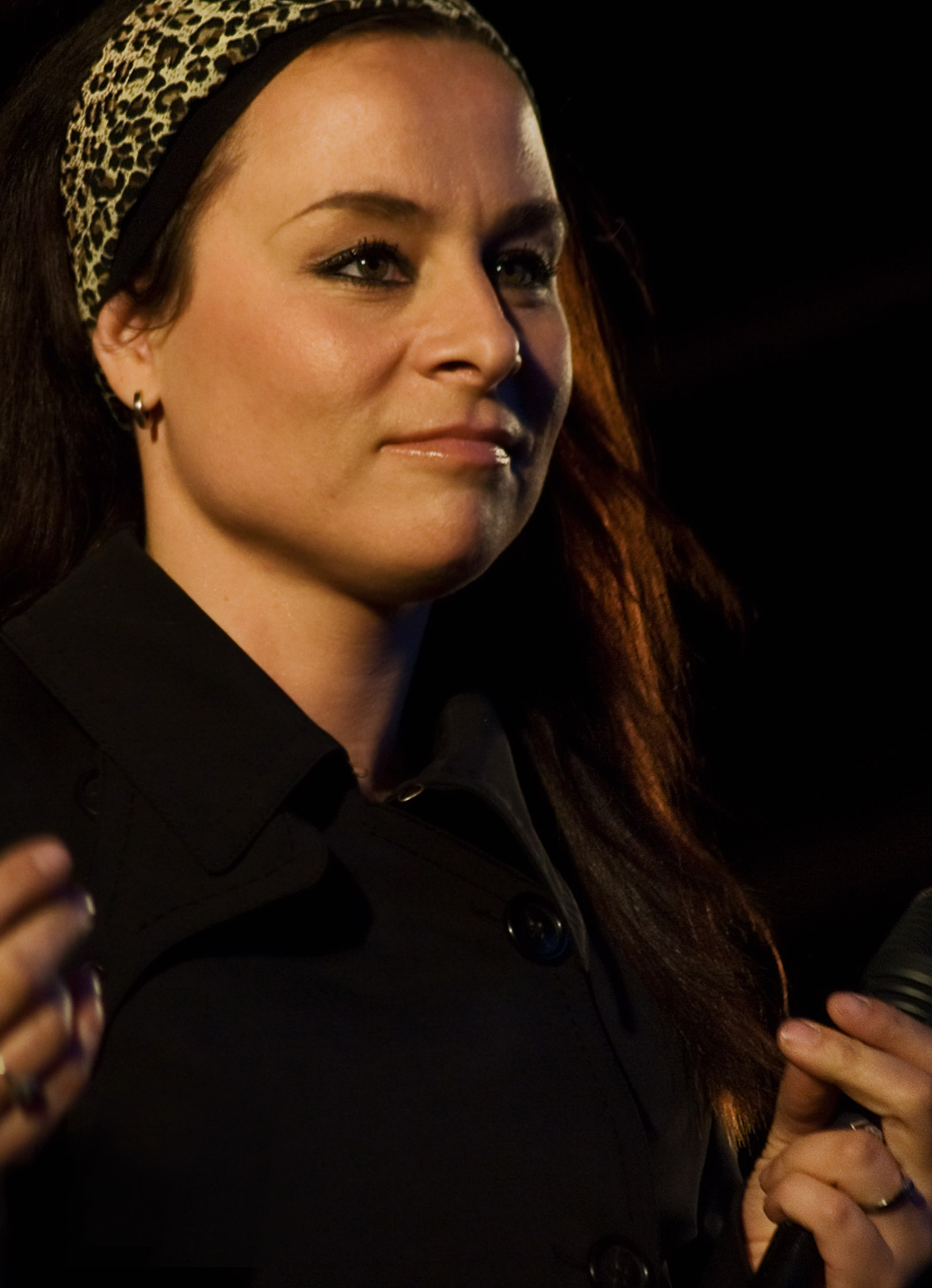
Oosterhuis (2007)

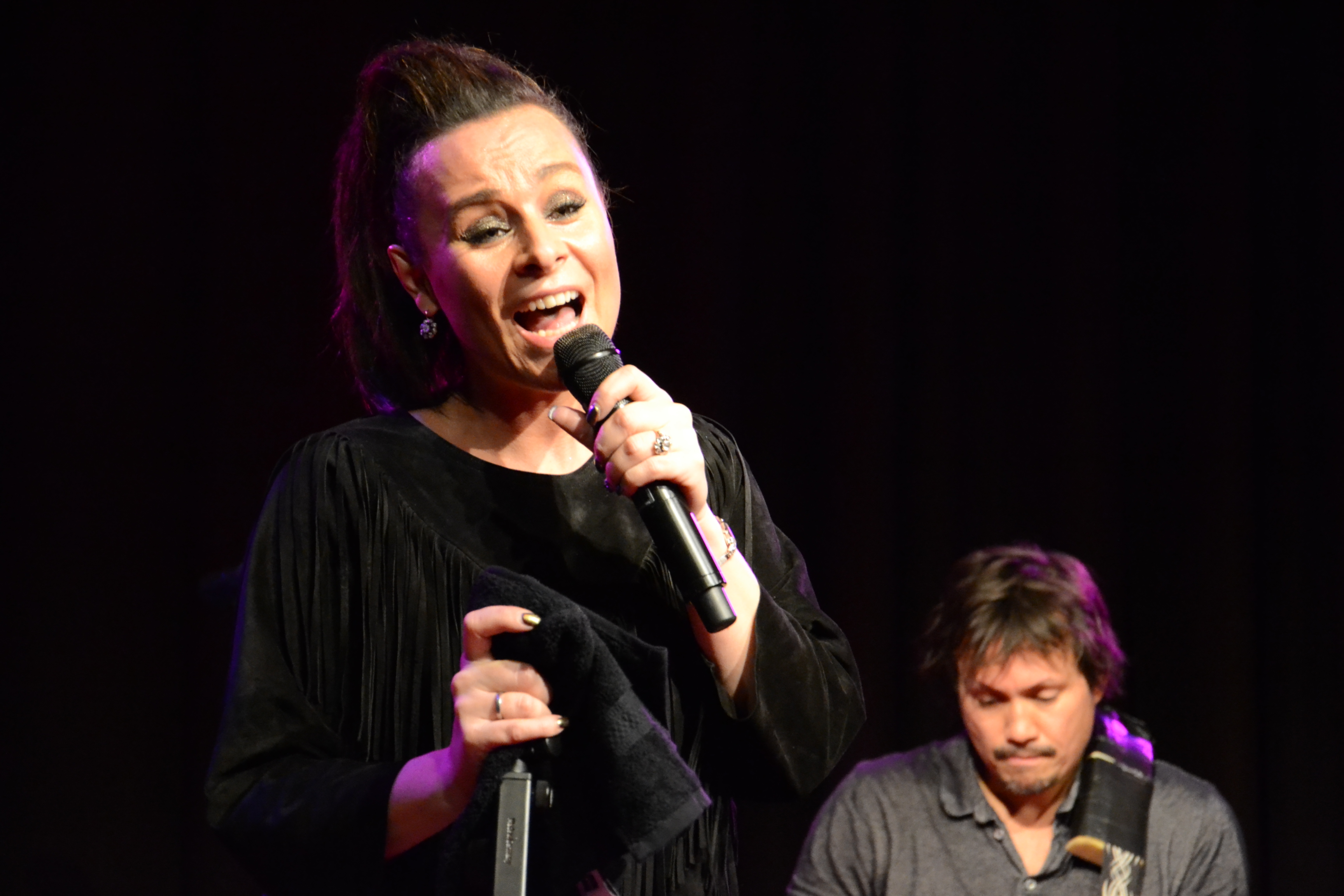
Oosterhuis (2011)

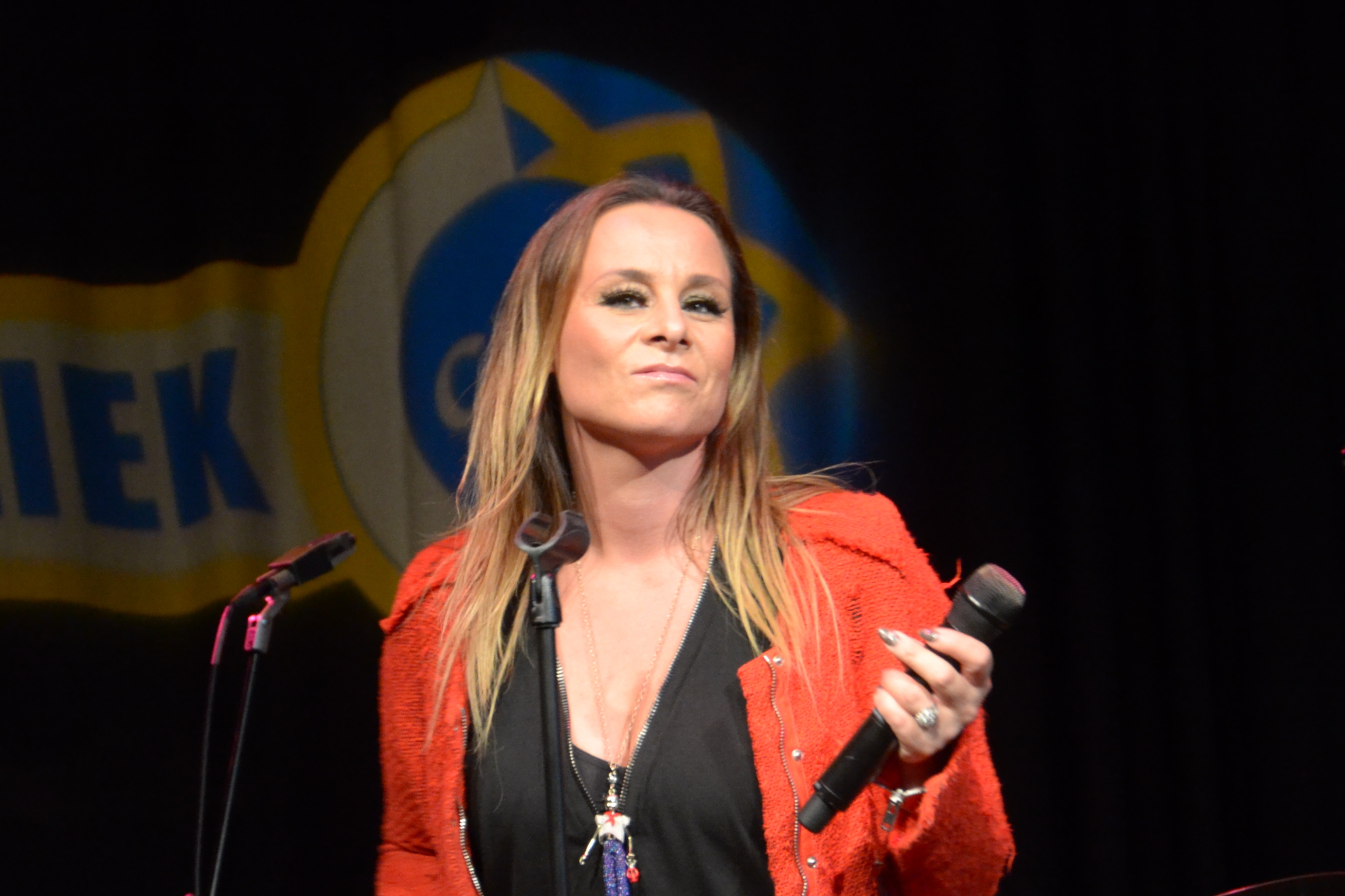
Oosterhuis (2012)

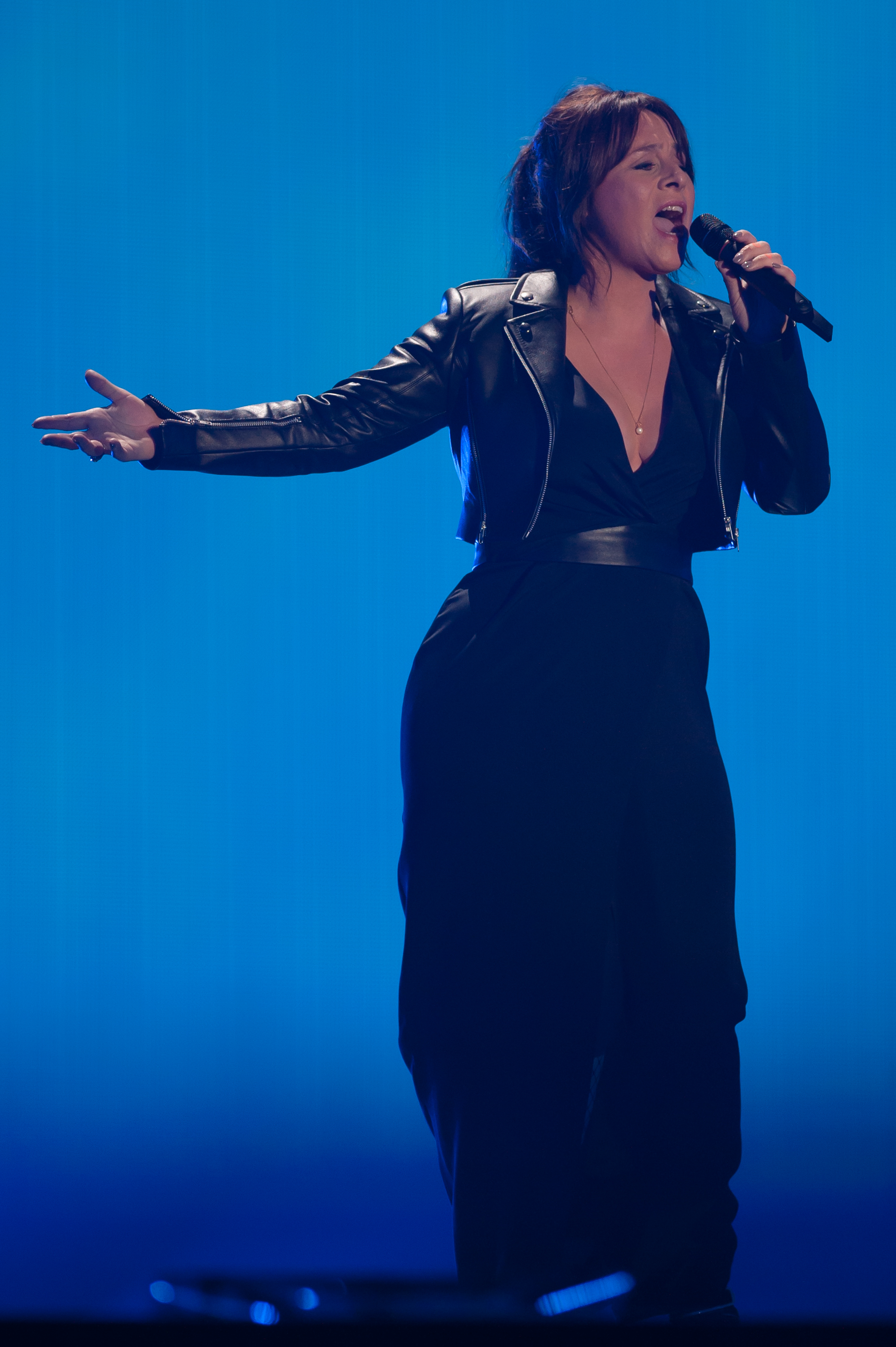
Oosterhuis podczas 60. Konkursu Piosenki Eurowizji w Wiedniu (2015)

W 2001 podjęła z bratem decyzję o zawieszeniu działalności Total Touch, chcąc skupić się na karierach solowych. Jeszcze przed rozwiązaniem współpracy wydała solowy album koncertowy pt. For Once In My Life – Songs Of Stevie Wonder – Live (1999), na którym znalazły się przeboje Steviego Wondera w jej wykonaniu. W marcu 2003 wydała debiutancki album studyjny, sygnowany jej pseudonimem – Trijntje Oosterhuis. Płyta dotarła do trzeciego miejsca krajowej listy sprzedaży. Rok później wydała album koncertowy pt. Strange Fruit, na którym umieściła zapis jednego z koncertów zagranych razem z minisymfonią z Amsterdamu oraz duetem The Houdini’s. Wydawnictwo, na którym znalazły się covery piosenek m.in. Billie Holiday i George’a Gershwina, dotarło do drugiego miejsca krajowej listy najczęściej kupowanych płyt.
W sierpniu 2005 wydała drugi album studyjny pt. See You As I Do. W następnym roku premierę miała płyta pt. The Look Of Love – Burt Bacharach Songbook, którą nagrała z Burtem Bacharachem przy udziale Metropole Orchestra. Wydawnictwo zadebiutowało na pierwszym miejscu listy sprzedaży w Holandii i utrzymało się na niej przez dziewięć tygodni. W 2007 wydała album pt. Who’ll Speak For Love Burt Bacharach Songbook II. W 2008 premierę miała jej trzecia płyta koncertowa pt. Ken je mij, będąca zapisem jednego z akustycznych koncertów zagranych z Leonardo Amuedo,  a także wystąpiła w Arnhem podczas koncertu Symphonica in Rosso. Z myślą o tym wydarzeniu nagrała utwór „Face in the Crowd” w duecie z Lionelem Richiem, którego koncertowe wydanie znalazło się na albumie Richiego pt. Just Go (2009).
W 2009 wydała koncertowe wydawnictwo pt. Best of Burt Bacharach Live oraz album studyjny pt. Never Can Say Goodbye, który nagrała we współpracy z Amuedo i na którym umieściła covery swoich ulubionych piosenek z repertuaru Michaela Jacksona. Nagrała także swoją wersję przeboju Jackie DeShannon „What the World Needs Now”, która znalazła się na ścieżce dźwiękowej brazylijskiej opery mydlanej Viver a Vida emitowanej w telewizji Rede Globo. W 2010 wydała album pt. This Is the Reason, który dotarł do drugiego miejsca krajowej listy najczęściej kupowanych płyt. W następnym roku wydała swój siódmy album w karierze, Sundays in New York, który nagrała z The Clayton-Hamilton Jazz Orchestra.
W 2012 wydała kompilację przebojów pt.We’ve Only Just Begun. Na początku tego samego roku nawiązała również współpracę z Anouk, która napisała wszystkie piosenki na jej kolejny album studyjny pt. Wrecks We Adore. Z wydawnictwem zadebiutowała na szczycie krajowej listy sprzedaży. W sierpniu została trenerką w trzeciej edycji programu The Voice of Holland, a jej podopieczna, Leona Philippo, wygrała w odcinku finałowym.
W maju 2015, reprezentując Holandię z utworem „Walk Along”, zajęła 14. miejsce w pierwszym półfinale 60. Konkursu Piosenki Eurowizji w Wiedniu. Po konkursie otrzymała nieoficjalną nagrodę dla najgorzej ubranego uczestnika konkursu.

## Życie prywatne
Ma dwóch synów: Jonasa (ur. we wrześniu 2004) i Marijna Benjamina van den Eedena (ur. 31 lipca 2006).

## Dyskografia

### Albumy studyjne
Wydane z Total Touch
- Total Touch (1996)
- This Way (1998)

Solowe
- Trijntje Oosterhuis (2003)
- See You As I Do (2005)
- The Look Of Love Burt Bacharach Songbook (2006)
- Who’ll Speak For Love Burt Bacharach Songbook II (2007)
- Never Can Say Goodbye (2009)
- This Is the Reason (2010)
- Sundays in New York (2011; z The Clayton-Hamilton Jazz Orchestra)
- Wrecks We Adore (2012)
- Walk Along (2015)

### Albumy koncertowe
- For Once In My Life – Songs Of Stevie Wonder – Live (1999)
- Strange Fruit (2004)
- Ken je mij (2008; z Leonardo Amuedo)
- Best of Burt Bacharach Live (2009)

### Albumy kompilacyjne
- Best of Total Touch & Trijntje Oosterhuis (2003)
- We’ve Only Just Begun (2011)
- Collected (2015)